# Apistomyia aphrodite
Apistomyia aphrodite är en tvåvingeart som beskrevs av Peter Zwick 1978. Apistomyia aphrodite ingår i släktet Apistomyia och familjen Blephariceridae.
Artens utbredningsområde är Cypern. Inga underarter finns listade i Catalogue of Life.